# دونكان غراهام روس
دونكان غراهام روس هو سياسي كندي، ولد في 26 مايو 1891، وتوفي في 9 أكتوبر 1982 في لندن في كندا. حزبياً، نشط في الحزب الليبرالي الكندي. وقد انتخب عضو مجلس العموم الكندي.